# Gayah
Gayah es una localidad de la prefectura de Mali en la región de Labé, Guinea, con una población censada en marzo de 2014 de 13 163 habitantes.

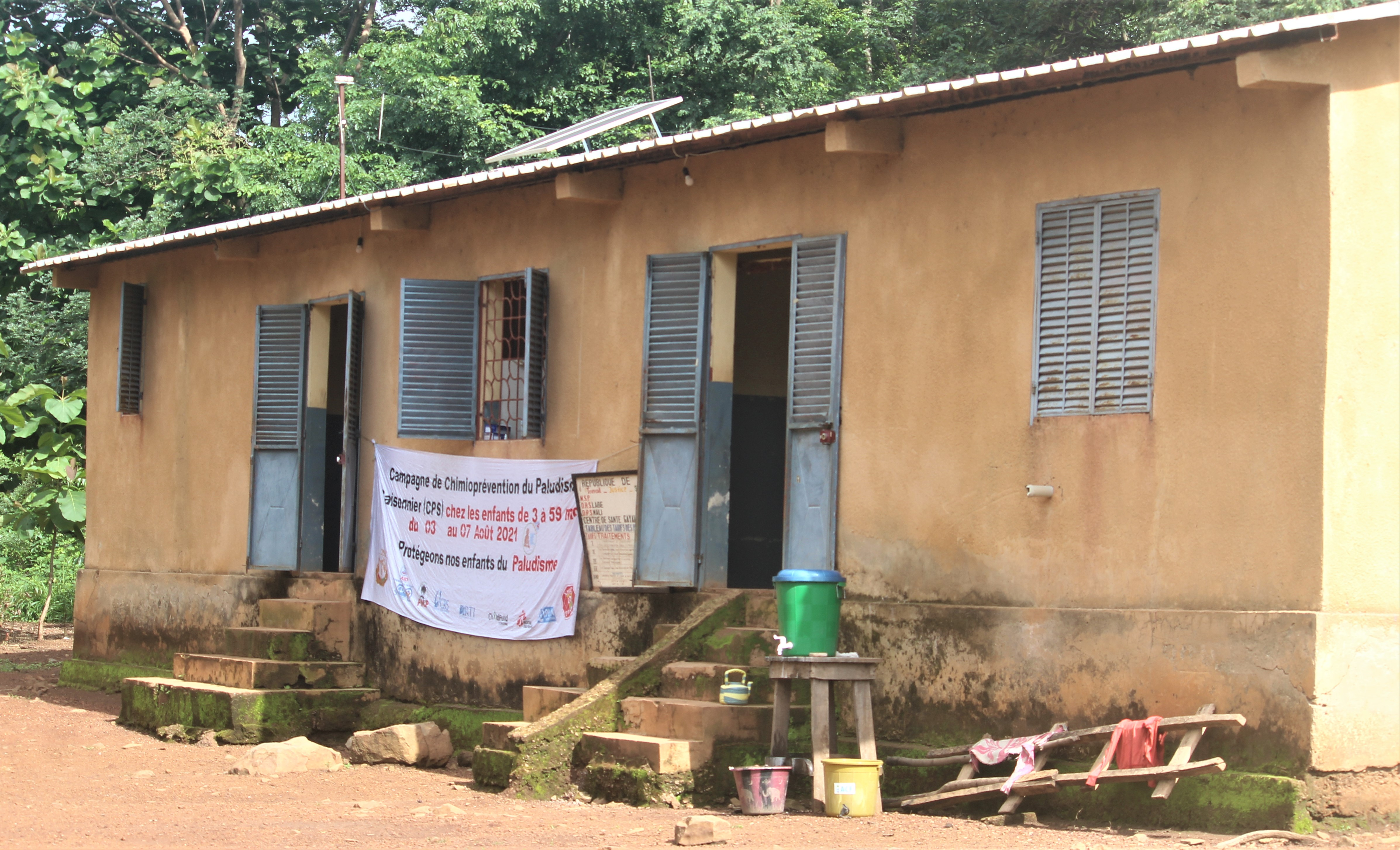
Centre de Santé de Gayah, Guinée

Se encuentra ubicada al norte del país, cerca de la frontera con Senegal.